# Шепелєв Володимир Володимирович
Володимир Володимирович Шепелєв (рос. Владимир Владимирович Шепелев; 4 серпня 1984, м. Плесецьк, Росія) — російський хокеїст, лівий нападник. Виступає за «Титан» (Клин) у Вищій хокейній лізі. 
Вихованець хокейної школи СКА (Санкт-Петербург). Виступав за «Елемаш» (Електросталь), «Мостовик» (Карган), «Спартак» (Санкт-Петербург), СКА (Санкт-Петербург), ХК «Пітер», «Кристал» (Саратов), ХК «Саров».